# Majiawanxiang (ort i Kina, Shaanxi, lat 32,93, long 107,95)
Majiawanxiang är en ort i Kina. Den ligger i provinsen Shaanxi, i den nordvästra delen av landet, omkring 170 kilometer sydväst om provinshuvudstaden Xi'an. Antalet invånare är 4 436. Befolkningen består av 1 984 kvinnor och 2 452 män. Barn under 15 år utgör 16,0 %, vuxna 15-64 år 70 %, och äldre över 65 år 13,0 %.
Runt Majiawanxiang är det ganska tätbefolkat, med 96 invånare per kvadratkilometer. Närmaste större samhälle är Xixiang, 18,6 km väster om Majiawanxiang. I omgivningarna runt Majiawanxiang växer i huvudsak blandskog.
Genomsnittlig årsnederbörd är 1 198 millimeter. Den regnigaste månaden är juli, med i genomsnitt 248 mm nederbörd, och den torraste är december, med 2 mm nederbörd.